# Perodua
Perusahaan Otomobil Kedua Sendirian Berhad (Công ty TNHH Tư nhân Sản xuất Ô tô Thứ Hai), thường viết tắt là Perodua (phiên âm: /pəˈrɒdjuə/, pơ-ro-dua), là nhà sản xuất ô tô lớn nhất Malaysia, theo sát phía sau là Proton.

## Lịch sử
Công ty được thành lập năm 1992 và đã xuất xưởng chiếc xe đầu tiên với tên gọi Perodua Kancil vào tháng 8 năm 1994. Ban đầu, Perodua chủ yếu sản xuất các xe phân khúc hạng B (minicar) và hạng A (supermini), và không có mẫu xe nào cùng phân khúc thị trường với Proton. Tuy nhiên những năm gần đây, hãng đã bắt đầu tung ra thị trường những mẫu xe cạnh tranh với các xe của Proton; đặc biệt trong phân khúc supercompact, mẫu xe Perodua Myvi đã đánh bại đối thủ Proton Savvy và hiện đang cạnh tranh với Proton Iriz.

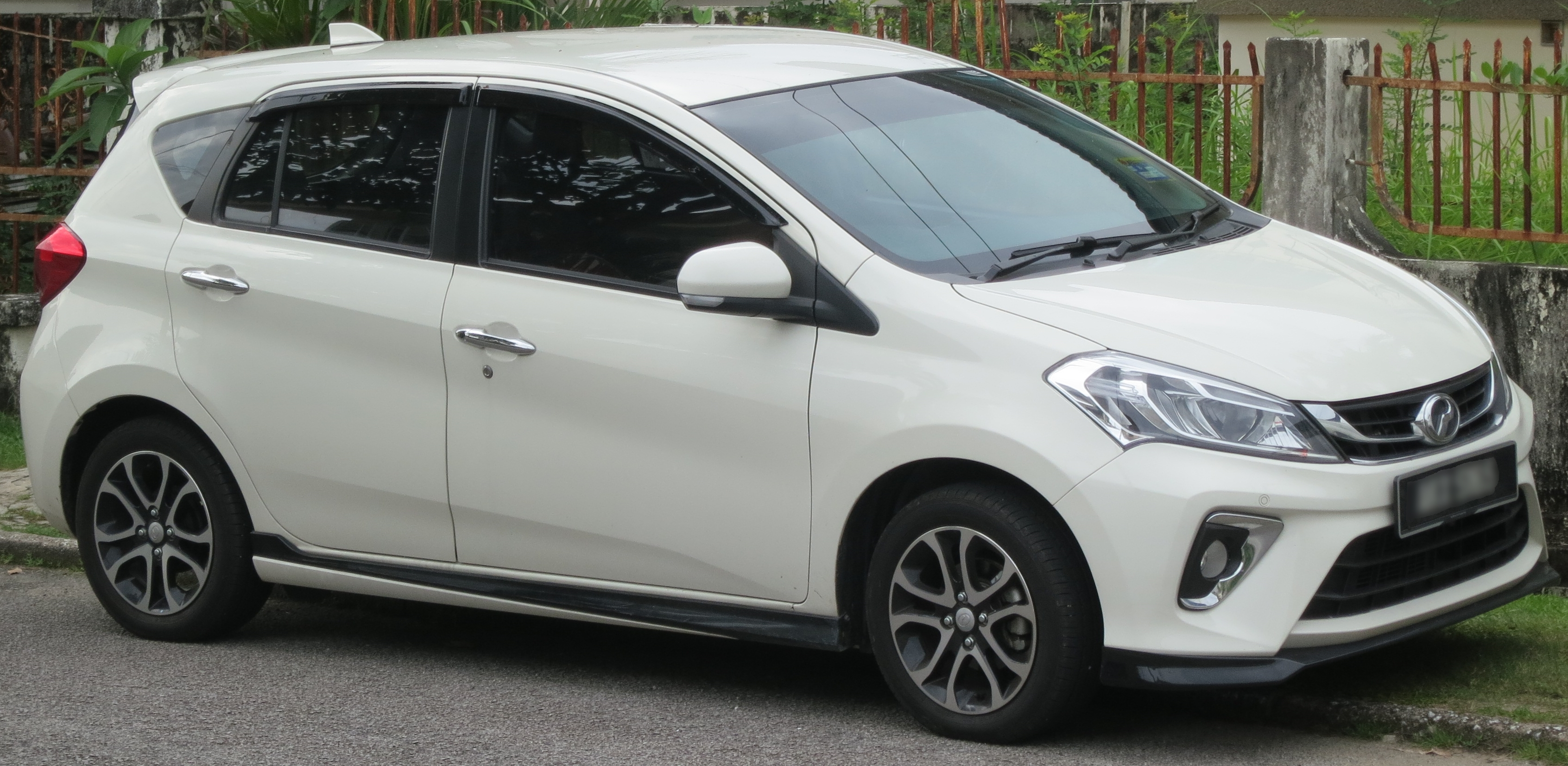
The third generation Perodua Myvi 1.5.

Perodua không tự thiết kế, chế tạo các linh kiện then chốt như động cơ và hộp số. Từ trước đến nay các mẫu xe này đều sử dụng các linh kiện thiết kế bởiDaihatsu. Daihatsu đã nắm giữ 20% cổ phần Perodua từ khi thành lập, rồi tăng lên 25% năm 2001 và sau đó là 35%. Năm 2004, Perodua bắt đầu lắp ráp Toyota Avanza tại nhà máy của mình ở Rawang cho thị trường Malaysia.
Perodua đã bán hơn 207.100 xe năm 2016, đây cũng là kỷ lục doanh số của hãng, đồng thời cũng chiếm thị phần lớn nhất lịch sử khi đạt 35.7% thị phần nội địa. Hãng xe này đang có kế hoạch xây dựng nhà máy sản xuất xe hơi thứ hai với vốn đầu tư dự kiến trị giá 770 triệu USD trong vài năm tới.
Các cổ đông hiện nay của Perodua gồm UMW Corporation (38%), Daihatsu Motor Co. (20%), Daihatsu (Malaysia) (5%), MBM Resources (20%), PNB Equity Resource Corporation (10%), Mitsui & Co. (4.2%) và Mitsui & Co. (Châu Á Thái Bình Dương) (2.8%).

## Doanh số

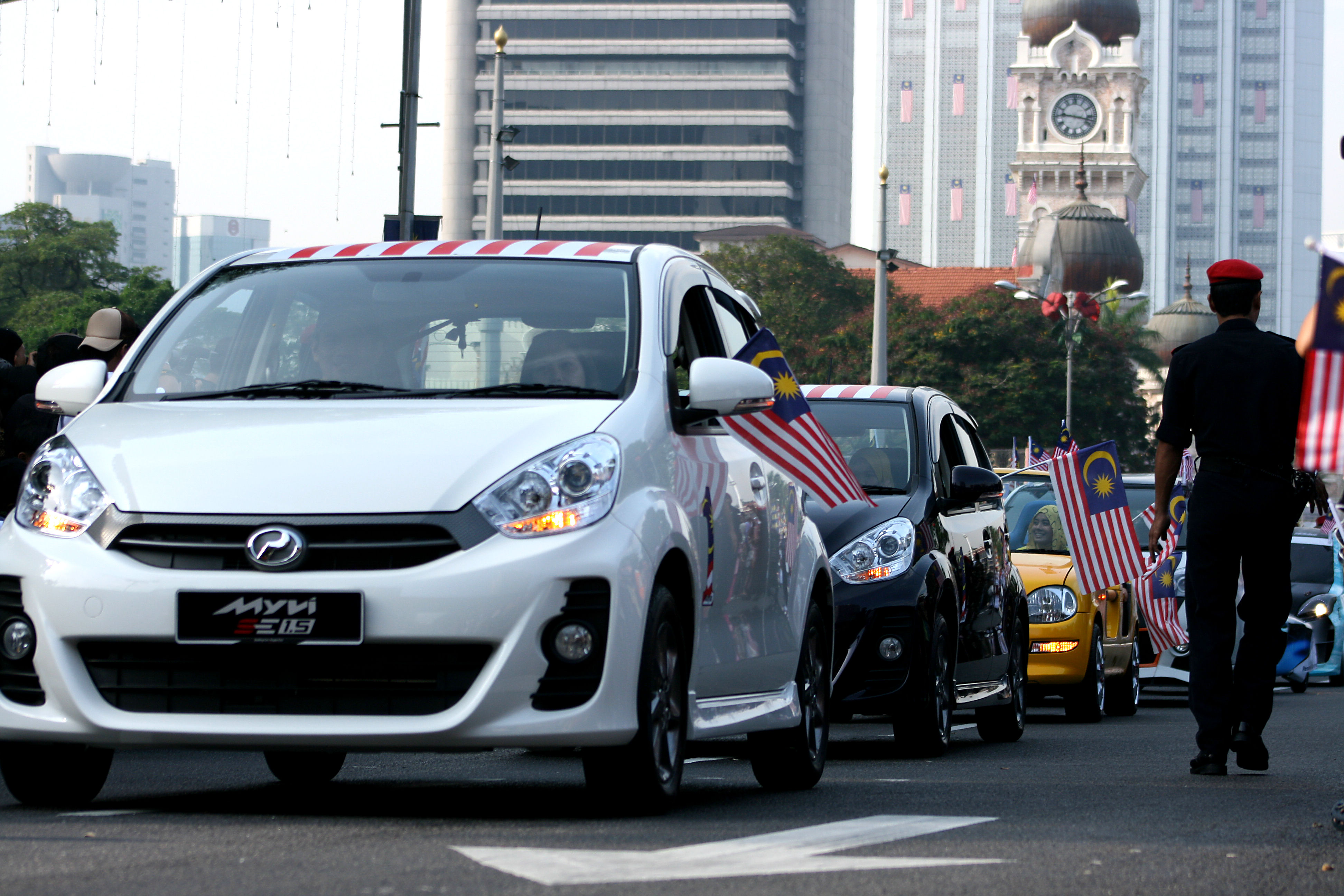
The Perodua Myvi was the best-selling car in Malaysia for eight consecutive years, between 2006 and 2013.

### Nội địa
Perodua được kỳ vọng trở thành nhà sản xuất xe hơi subcompact (tương đương phân khúc hạng B) lớn nhất Đông Nam Á. Đến tháng 10 năm 2005, hãng đã sản xuất tổng cộng 1 triệu xe. Đến tháng 7 năm 2008, hãng kỳ vọng đạt sản lượng 240.000 xe mỗi năm.
So với Proton, Perodua khá thành công trong việc liên doanh sản xuất. Thương hiệu ô tô này được người Malaysia ưa chuộng, tính riêng mẫu Perodua Myvi đã bán được 80.327 xe năm 2006, hơn hẳn mẫu xe bán chạy nhất khi đó của đối thủ là Proton Wira, doanh số ở Malaysia chỉ đạt 28.886 xe. Trong giai đoạn 2006–2010, Perodua là công ty ô tô bán chạy nhất tại Malaysia. Tuy nhiên trong nửa đầu năm 2011, Proton đã vượt qua Perodua để trở thành thương hiệu ăn khách nhất.

### Quốc tế
Ở Anh, các mẫu xe Perodua từng được bán bởi các nhà phân phối Proton cho những khách hàng tìm kiếm một mẫu xe nhỏ hơn và rẻ hơn các mẫu xe của Proton. Tuy vậy, doanh số bán hàng ở Anh khá thấp, năm 2008 Perodua chỉ bán được 624 xe (giảm từ 914 xe năm 2002) – ít hơn nhiều so với doanh số 28.036 của Hyundai năm 2008 và 29,397 của SEAT. Doanh số Perodua tăng nhẹ năm 2009 (đạt 650 xe) và đạt 761 năm 2010, chủ yếu nhờ mẫu xe mới Perodua Myvi bán khá tốt. Bên cạnh Anh và Singapore, Perodua cũng xuất khẩu số lượng nhỏ tới Mauritius, Brunei, Sri Lanka, Cyprus, Malta, Ai Cập, Nigeria, Senegal, Lebanon, Qatar, Saudi Arabia, Syria, Nepal, Fiji và Cộng hoà Ireland qua các nhà phân phối địa phương.

## Mẫu xe hiện hành
- Perodua Myvi (2005–present; B-segment hatchback, based on the Daihatsu Sirion, third generation developed in-house)
- Perodua Alza (2009–present; B-segment mini MPV, based on the Daihatsu Boon Luminas)
- Perodua Axia (2014–present; A-segment hatchback, based on the Daihatsu Ayla)
- Perodua Bezza (2016–present; A-segment sedan)
- Perodua Aruz (2019–present; B-segment SUV, based on the Daihatsu Terios)
- Perodua Ativa (2021–present; A-segment SUV, based on the Daihatsu Rocky)[10]

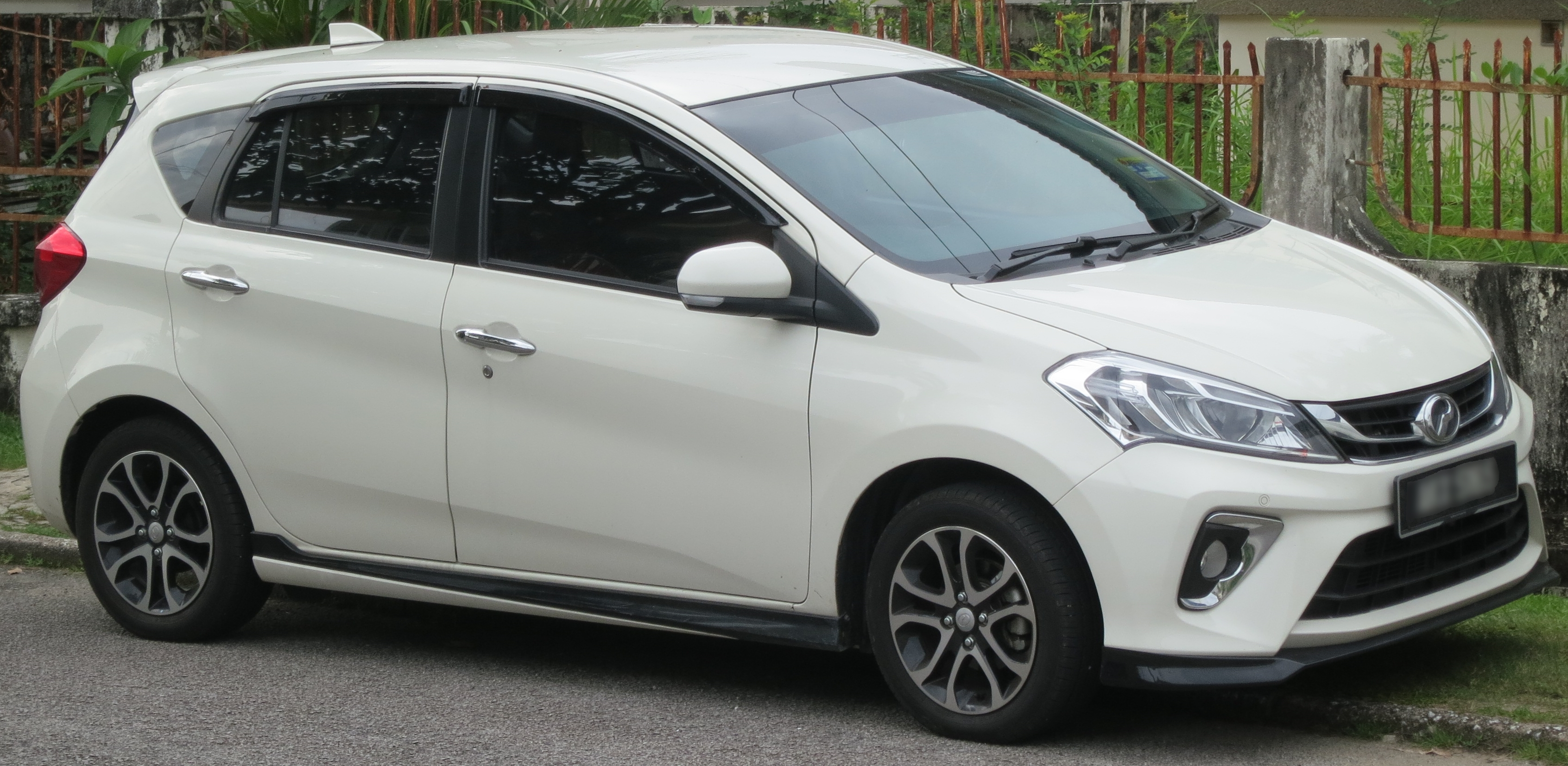
Perodua Myvi (thế hệ thứ 3)
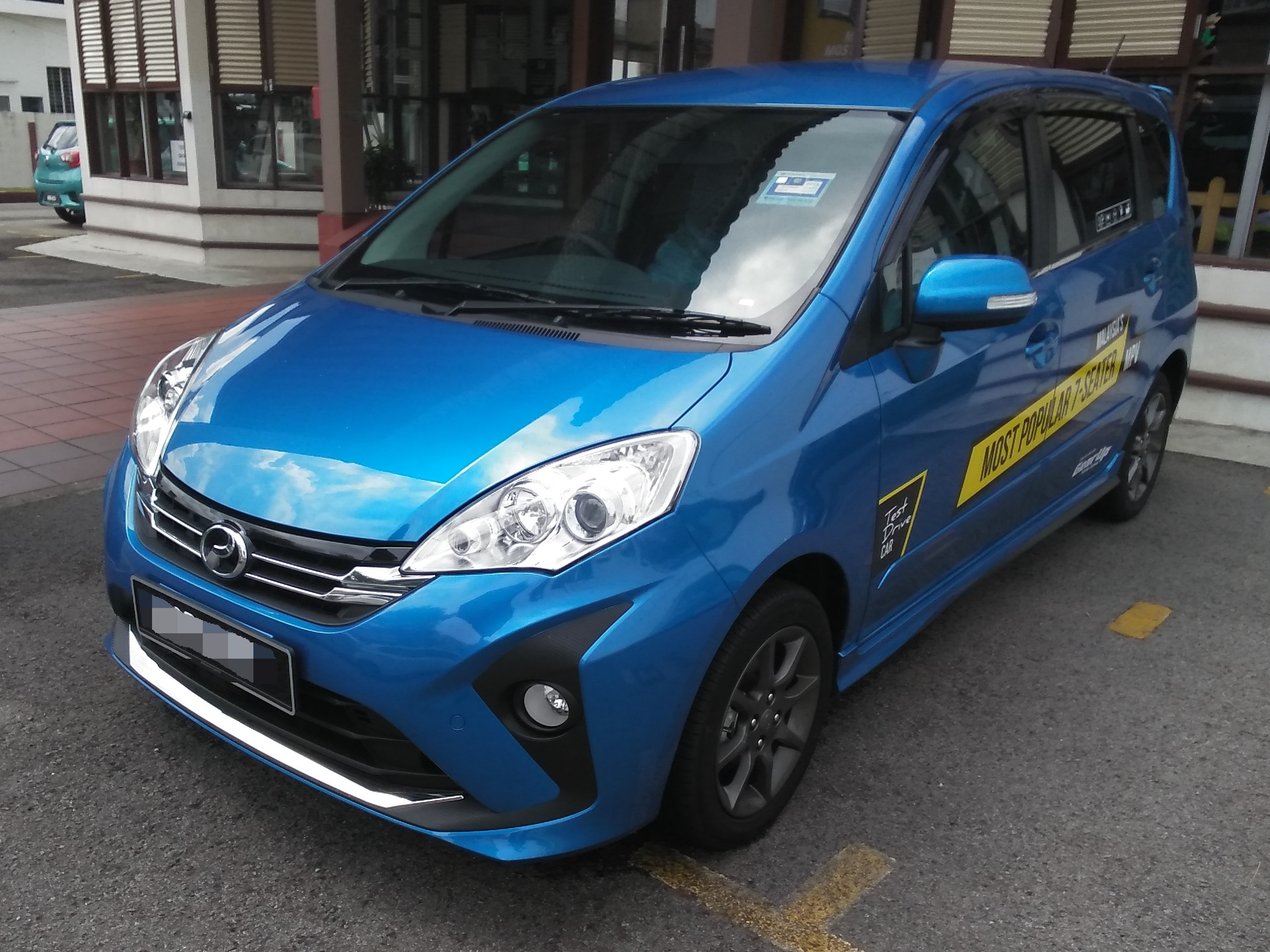
Perodua Alza (nâng cấp lần 2)
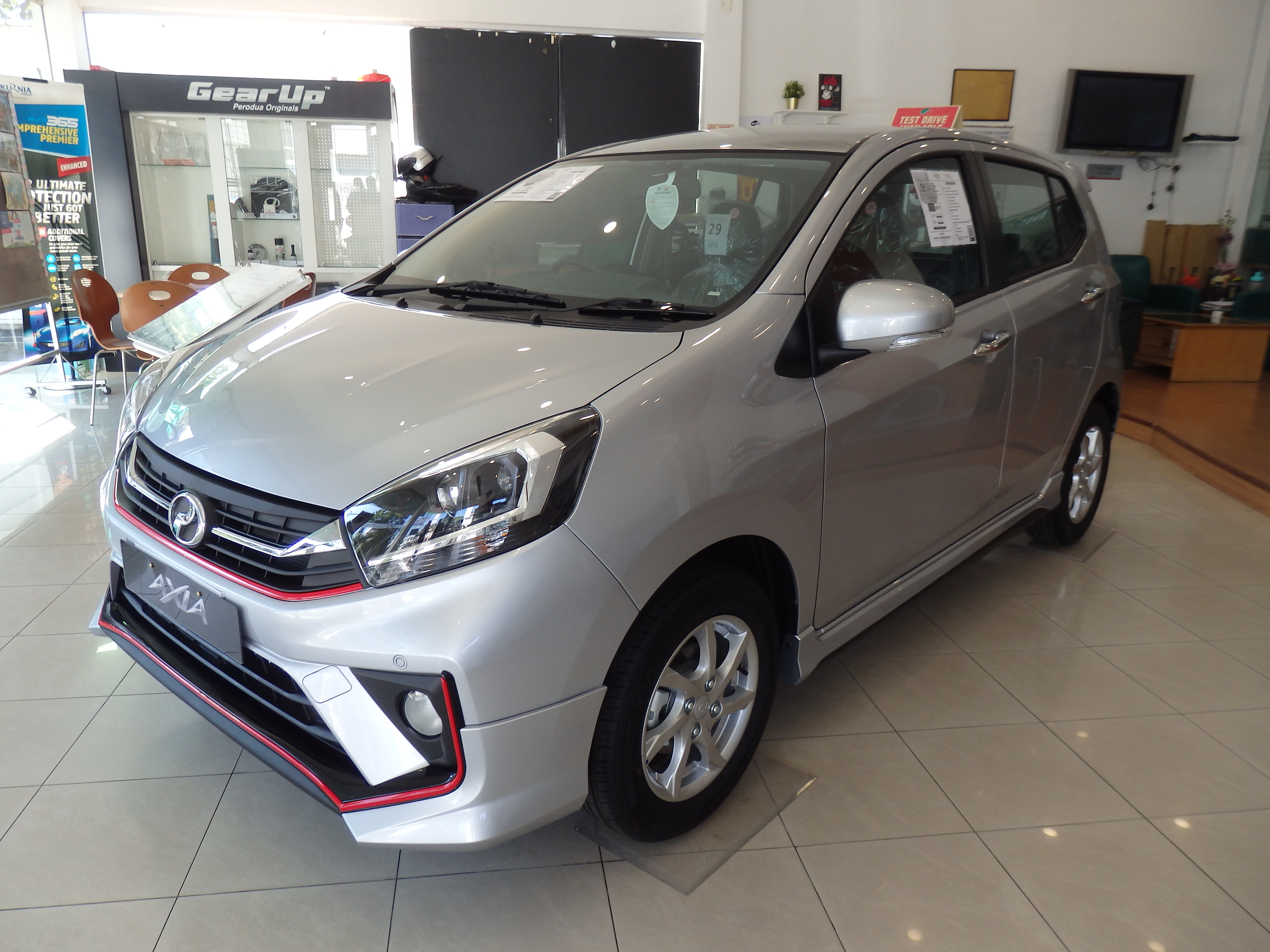
Perodua Axia (nâng cấp lần 2)
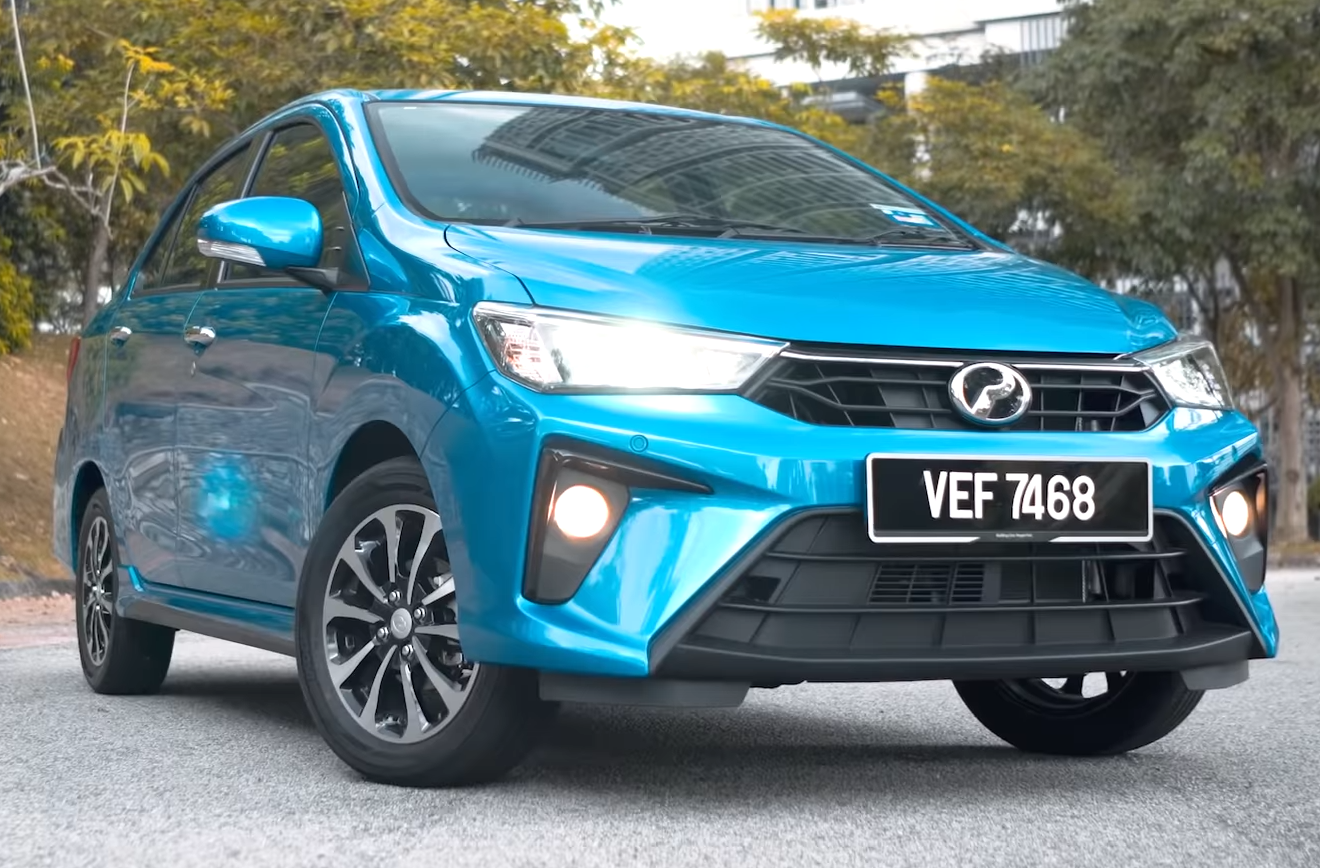
Perodua Bezza (nâng cấp)
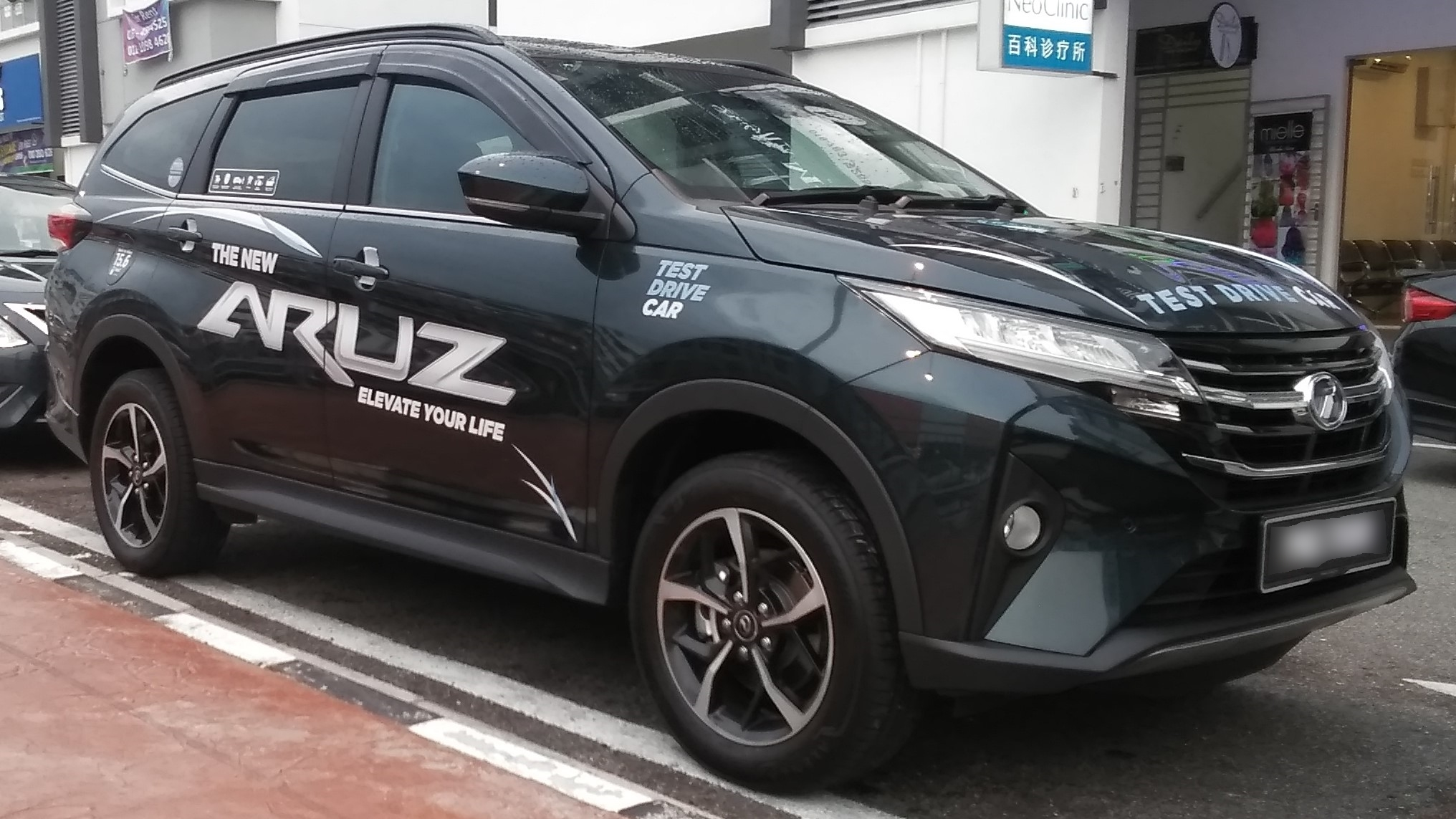
Perodua Aruz
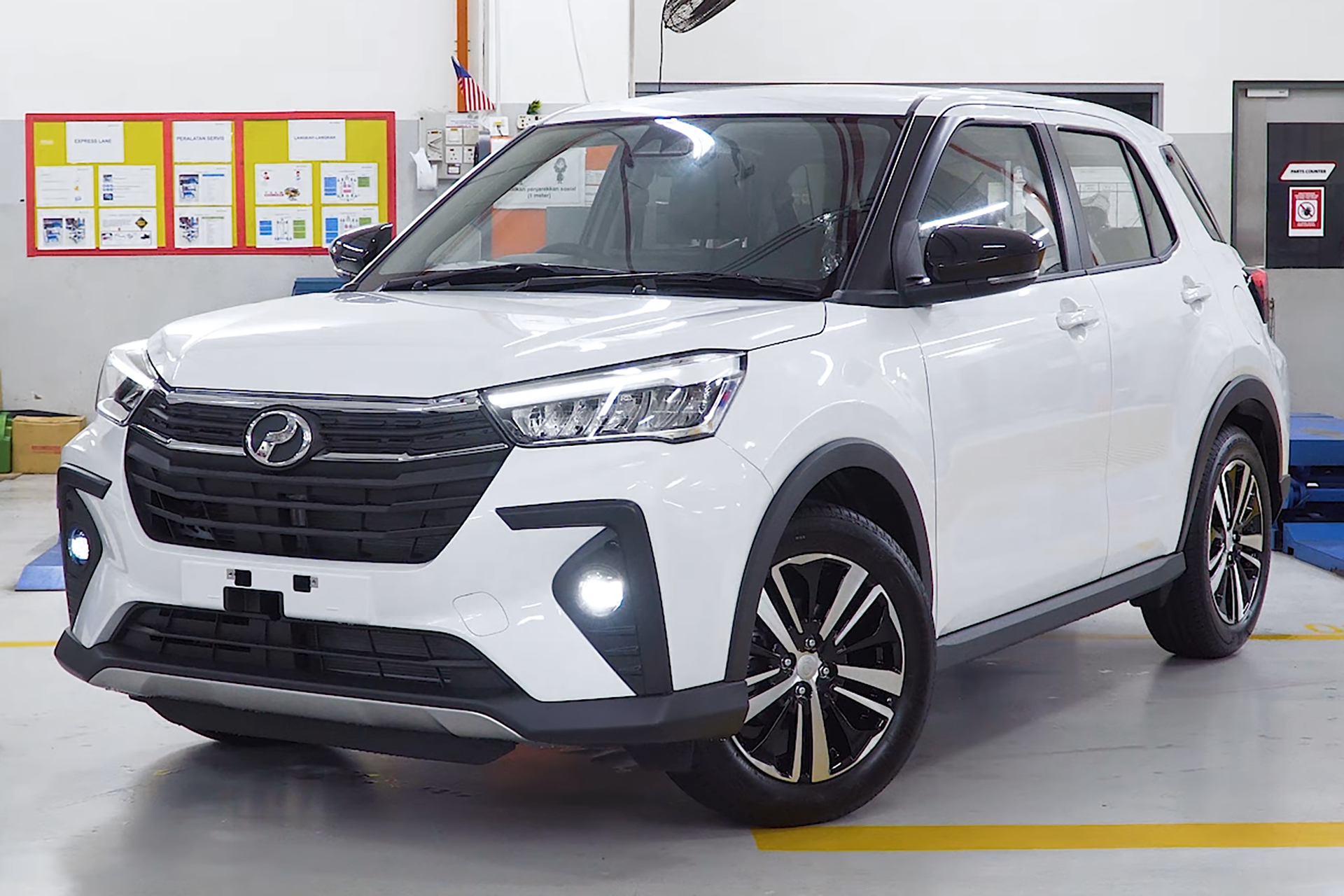
Perodua Ativa

## Mẫu xe cũ
- Perodua Kancil (1994–2009; hatchback hạng A, dựa trên mẫu Daihatsu Mira L200)
- Perodua Rusa (1996–2007; microvan, dựa trên mẫu Daihatsu Zebra)
- Perodua Kembara (1998–2007; SUV hạng A, dựa trên mẫu Daihatsu Terios J100)
- Perodua Nautica (2008-2009; SUV hạng A, dựa trên mẫu Daihatsu Terios J200)
- Perodua Kenari (2000–2009; hatchback hạng A, dựa trên mẫu Daihatsu Move L900)
- Perodua Kelisa (2000–2007; hatchback hạng A, dựa trên mẫu Daihatsu Mira L700)
- Perodua Viva (2007–2014; hatchback hạng A, dựa trên mẫu Daihatsu Mira L250)

## Slogan

### Slogan kinh doanh
- "Kehebatan Yang Pasti": Sự xuất sắc được đảm bảo (1997–2008)
- "Happy Motoring": Lái xe vui vẻ (2000–2008)
- "Building Cars, People First": Chế tạo ô tô, con người là trên hết (2008–nay)

### Slogan kỷ niệm
- 10 Năm của sự Xuất sắc (Slogan kỷ niệm Perodua 10 tuổi, năm 2003)
- 20  Năm của Giá trị Lái xe và hơn thế nữa (Slogan kỷ niệm Perodua 20 tuổi, năm 2013)

## Logo

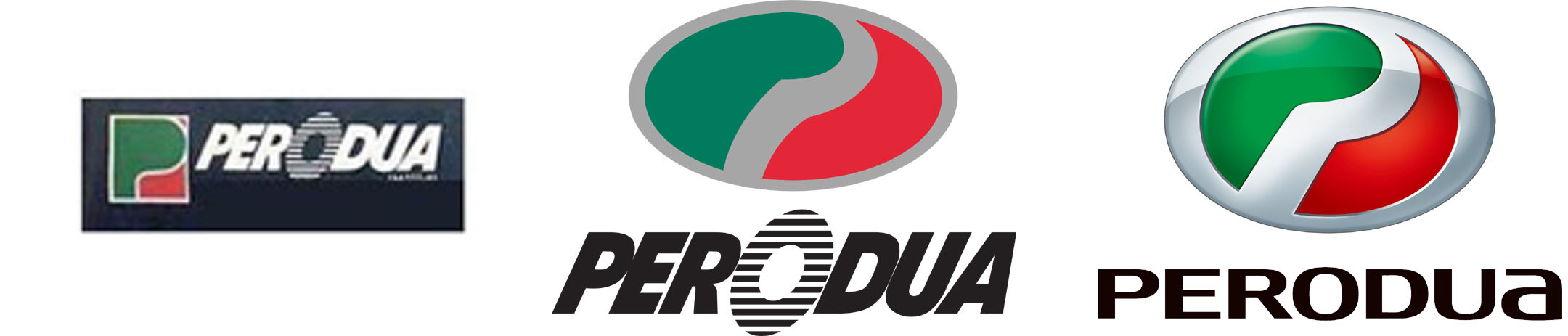
Quá trình cải tiến logo Perodua. (Từ trái sang phải: logo do Johnson Ng Weng Kuan thiết kế trong cuộc thi năm 1997; logo từ 1998 đến 2008; logo từ 2008 đến nay.